# Ministerrat der DDR (1986–1989)
Der Ministerrat wurde am 17. Juni 1986 von der Volkskammer bestätigt. Am 7. November 1989 trat er geschlossen zurück.

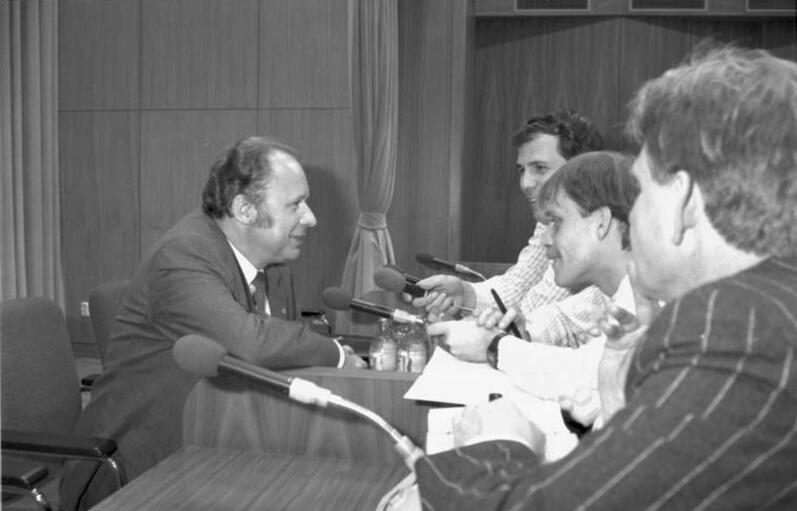
Bekanntgabe des Rücktritts des Ministerrats am 7. November 1989

| Amt                                                                 | Name                                      | Partei         | Partei                        | Staatssekretär       | Partei |
| ------------------------------------------------------------------- | ----------------------------------------- | -------------- | ----------------------------- | -------------------- | ------ |
| Vorsitzender des Ministerrates                                      | Willi Stoph                               |                | SED                           |                      |        |
| Erster Stellvertreter des Vorsitzenden des Ministerrates            | Werner Krolikowski bis 4. November 1988   | SED            |                               |                      |        |
| Erster Stellvertreter des Vorsitzenden des Ministerrates            | Günther Kleiber 4. November 1988 bis 1989 | SED            |                               |                      |        |
| Erster Stellvertreter des Vorsitzenden des Ministerrates            | Alfred Neumann                            | SED            |                               |                      |        |
| Stellvertreter des Vorsitzenden des Ministerrates                   | Manfred Flegel                            |                | NDPD                          |                      |        |
| Stellvertreter des Vorsitzenden des Ministerrates                   | Hans-Joachim Heusinger                    |                | LDPD                          |                      |        |
| Stellvertreter des Vorsitzenden des Ministerrates                   | Günther Kleiber bis 4. November 1988      |                | SED                           |                      |        |
| Stellvertreter des Vorsitzenden des Ministerrates                   | Wolfgang Rauchfuß                         | SED            |                               |                      |        |
| Stellvertreter des Vorsitzenden des Ministerrates                   | Hans Reichelt                             |                | DBD                           |                      |        |
| Stellvertreter des Vorsitzenden des Ministerrates                   | Gerhard Schürer                           |                | SED                           |                      |        |
| Stellvertreter des Vorsitzenden des Ministerrates                   | Rudolph Schulze                           |                | CDU                           |                      |        |
| Stellvertreter des Vorsitzenden des Ministerrates                   | Horst Sölle                               |                | SED                           |                      |        |
| Stellvertreter des Vorsitzenden des Ministerrates                   | Herbert Weiz                              | SED            |                               |                      |        |
| Minister für Auswärtige Angelegenheiten                             | Oskar Fischer                             | SED            | Herbert Krolikowski           | SED                  |        |
| Minister des Innern                                                 | Friedrich Dickel                          | SED            |                               |                      |        |
| Minister für Nationale Verteidigung                                 | Heinz Keßler                              | SED            |                               |                      |        |
| Minister für Staatssicherheit                                       | Erich Mielke                              | SED            |                               |                      |        |
| Minister der Finanzen                                               | Ernst Höfner                              | SED            | Walter Siegert                | SED                  |        |
| Ministerin für Volksbildung                                         | Margot Honecker                           | SED            | Werner Lorenz                 | SED                  |        |
| Minister für Kultur                                                 | Hans-Joachim Hoffmann                     | SED            | Dietmar Keller                | SED                  |        |
| Minister für Kultur                                                 | Hans-Joachim Hoffmann                     | SED            | Friedhelm Grabe               | SED                  |        |
| Minister für Kultur                                                 | Hans-Joachim Hoffmann                     | SED            | Kurt Löffler                  | SED                  |        |
| Minister für Wissenschaft und Technik                               | Herbert Weiz                              | SED            | Klaus Herrmann                | SED                  |        |
| Minister für Wissenschaft und Technik                               | Herbert Weiz                              | SED            | Klaus Stubenrauch             | SED                  |        |
| Minister für Handel und Versorgung                                  | Gerhard Briksa                            | SED            | Helmut Danz                   | SED                  |        |
| Minister für Handel und Versorgung                                  | Gerhard Briksa                            | SED            | Werner Jurich                 | SED                  |        |
| Minister für Bauwesen                                               | Wolfgang Junker                           | SED            | Karlheinz Martini             | SED                  |        |
| Minister für Bauwesen                                               | Wolfgang Junker                           | SED            | Karl Schmiechen               | SED                  |        |
| Minister für Außenhandel                                            | Gerhard Beil                              | SED            | Kurt Fenske                   | SED                  |        |
| Minister für Außenhandel                                            | Gerhard Beil                              | SED            | Thomas Neubert                | SED                  |        |
| Minister für Außenhandel                                            | Gerhard Beil                              | SED            | Alexander Schalck-Golodkowski | SED                  |        |
| Minister für Gesundheitswesen                                       | Ludwig Mecklinger (bis Januar 1989)       | SED            | Ulrich Schneidewind           | SED                  |        |
| Minister für Gesundheitswesen                                       | Klaus Thielmann                           | SED            | Hans-Joachim Hicke            | SED                  |        |
| Minister der Justiz                                                 | Hans-Joachim Heusinger                    |                | LDPD                          | Siegfried Wittenbeck | SED    |
| Minister der Justiz                                                 | Hans-Joachim Heusinger                    | Hans Ranke     | LDPD                          |                      | SED    |
| Minister für Geologie                                               | Manfred Bochmann                          |                | SED                           | Horst Richter        | SED    |
| Minister für Post- und Fernmeldewesen                               | Rudolph Schulze                           |                | CDU                           | Manfred Calov        | SED    |
| Minister für Verkehrswesen                                          | Otto Arndt                                |                | SED                           | Heinz Schmidt        | SED    |
| Minister für Umweltschutz und Wasserwirtschaft                      | Hans Reichelt                             |                | DBD                           | Reinhold Fiedler     |        |
| Minister für Land-, Forst- und Nahrungsgüterwirtschaft              | Bruno Lietz                               |                | SED                           | Wilhelm Cesarz       | SED    |
| Minister für Land-, Forst- und Nahrungsgüterwirtschaft              | Bruno Lietz                               | Werner Lindner | SED                           |                      | SED    |
| Minister für Hoch- und Fachschulwesen                               | Hans-Joachim Böhme                        | SED            | Günter Bernhardt              | SED                  |        |
| Minister für Materialwirtschaft                                     | Wolfgang Rauchfuß                         | SED            | Horst Grüner                  | SED                  |        |
| Minister für Materialwirtschaft                                     | Wolfgang Rauchfuß                         | SED            | Erich Haase                   | SED                  |        |
| Minister für Kohle und Energie                                      | Wolfgang Mitzinger                        | SED            | Jochen Kratzke                | SED                  |        |
| Minister für Erzbergbau, Metallurgie und Kali                       | Kurt Singhuber                            | SED            | Erich Ansorge                 | SED                  |        |
| Minister für Chemische Industrie                                    | Günther Wyschofsky                        | SED            | Siegfried Hahne               | SED                  |        |
| Minister für Chemische Industrie                                    | Günther Wyschofsky                        | SED            | Guido Quaas                   | SED                  |        |
| Minister für Elektrotechnik und Elektronik                          | Felix Meier                               | SED            | Karl Nendel                   | SED                  |        |
| Minister für Elektrotechnik und Elektronik                          | Felix Meier                               | SED            | Norbert Wede                  | SED                  |        |
| Minister für Allgemeinen Maschinen-, Landmaschinen- und Fahrzeugbau | Gerhard Tautenhahn                        | SED            | Christian Scholwin            | SED                  |        |
| Minister für Allgemeinen Maschinen-, Landmaschinen- und Fahrzeugbau | Gerhard Tautenhahn                        | SED            | Eberhard Seidel               | SED                  |        |
| Minister für Schwermaschinen- und Anlagenbau                        | Rolf Kersten bis 29. Juni 1986            | SED            | Helmut Dersch                 | SED                  |        |
| Minister für Schwermaschinen- und Anlagenbau                        | Hans-Joachim Lauck                        | SED            | Martin Heße                   | SED                  |        |
| Minister für Werkzeug- und Verarbeitungsmaschinenbau                | Rudi Georgi                               | SED            | Peter Krause                  | SED                  |        |
| Minister für Glas- und Keramikindustrie                             | Karl Grünheid                             | SED            | Heinz Müller                  | SED                  |        |
| Minister für Leichtindustrie                                        | Werner Buschmann                          | SED            | Claus Kühnel                  | SED                  |        |
| Minister für Leichtindustrie                                        | Werner Buschmann                          | SED            | Horst Werner                  | SED                  |        |
| Minister für Bezirksgeleitete Industrie und Lebensmittelindustrie   | Udo-Dieter Wange                          | SED            | Dieter Koschella              | SED                  |        |
| Minister für Bezirksgeleitete Industrie und Lebensmittelindustrie   | Udo-Dieter Wange                          | SED            | Bodo Neumetzler               | SED                  |        |
| Minister für Bezirksgeleitete Industrie und Lebensmittelindustrie   | Udo-Dieter Wange                          | SED            | Joachim Niemann               | SED                  |        |
| Staatssekretär für Arbeit und Löhne                                 | Wolfgang Beyreuther                       | SED            |                               |                      |        |
| Präsident der Staatsbank der DDR                                    | Horst Kaminsky                            | SED            |                               |                      |        |
| Leiter des Amtes für Preise                                         | Walter Halbritter                         | SED            |                               |                      |        |
| Leiter des Amtes für Jugendfragen                                   | Hans Sattler                              | SED            |                               |                      |        |
| Vorsitzender der Staatlichen Plankommission                         | Gerhard Schürer                           | SED            |                               |                      |        |
| Staatssekretär in der Staatlichen Plankommission                    | Wolfgang Greß                             | SED            |                               |                      |        |
| Staatssekretär in der Staatlichen Plankommission                    | Heinz Klopfer                             | SED            |                               |                      |        |
| Ständiger Vertreter der DDR im RGW                                  | Günther Kleiber bis 1988                  | SED            |                               |                      |        |
| Ständiger Vertreter der DDR im RGW                                  | Horst Sölle ab 1988                       | SED            |                               |                      |        |
| Vorsitzender des Komitees der Arbeiter-und-Bauern-Inspektion        | Albert Stief                              | SED            |                               |                      |        |
| Vorsitzender des Staatlichen Vertragsgerichtes                      | Manfred Flegel                            |                | NDPD                          |                      |        |
| Oberbürgermeister von (Ost-)Berlin                                  | Erhard Krack                              |                | SED                           |                      |        |